# Norman Finkelstein

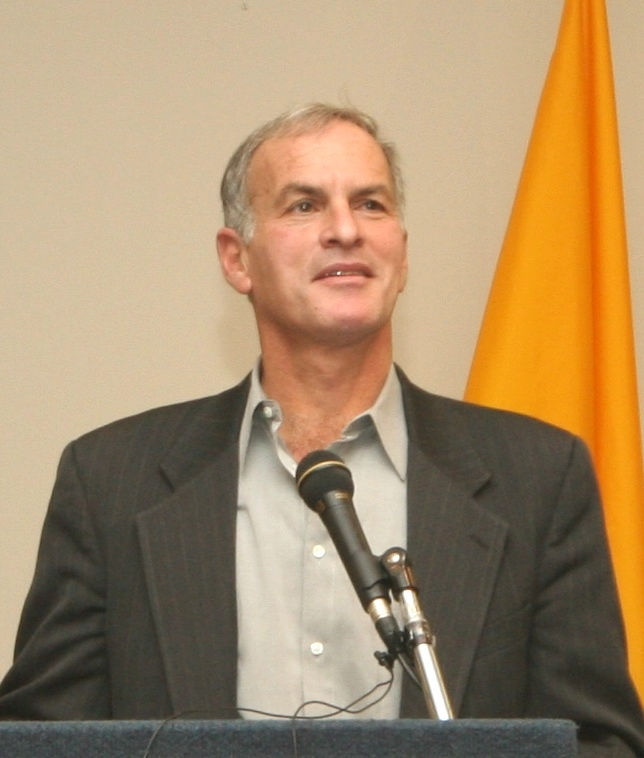
Norman Finkelstein im Jahr 2005

Norman Gary Finkelstein (* 8. Dezember 1953 in Brooklyn, New York City) ist ein US-amerikanischer Politikwissenschaftler. Er verfasste mehrere Bücher zum Themenkomplex des Zionismus, des Nahostkonflikts und des Gedenkens an den Holocaust. In Deutschland wurde er 2000 mit seinem Buch Die Holocaust-Industrie bekannt, das eine Debatte über die Erinnerungskultur zu diesem Ereignis, über seine Singularität und Entschädigungen für NS-Zwangsarbeiter verstärkte.

## Leben

### Familie
Finkelsteins aus Polen stammende Eltern, Maryla Husyt und Zacharias Finkelstein, wurden als Juden nach der deutschen Besetzung Polens verfolgt. Beide überlebten den Aufenthalt im Warschauer Ghetto, die Mutter zudem das Konzentrationslager Majdanek, der Vater das KZ Auschwitz. Alle anderen Verwandten wurden umgebracht. Nach dem Zweiten Weltkrieg wanderten Finkelsteins Eltern in die USA aus.

### Akademischer Werdegang
Finkelstein machte 1974 seinen Bachelor-Abschluss an der Binghamton University im US-Bundesstaat New York und ging anschließend an die École pratique des hautes études in Paris. 1978 und 1979 war er Dozent an der Princeton University im Bereich Politikwissenschaften, an der er 1980 seinen Master erlangte. Von 1981 bis 1982 war er Dozent für Politikwissenschaft an der Rutgers University. 1988 promovierte er im Department of Politics in Princeton über eine Theorie des Zionismus. Von September 1988 bis Mitte 1992 war er als Junior-Professor am Brooklyn College und von 1992 bis 1998 als außerordentlicher Professor für allgemeine Studien an der New York University. Von 1992 bis 2001 war er im Fachbereich politische Wissenschaften außerordentlicher Professor am Hunter College der NY University. Von 1998 bis 2003 war er als Gastprofessor an der katholischen DePaul University in Chicago tätig, anschließend als Junior-Professor im Bereich Politikwissenschaften.
Noam Chomsky zufolge hätten Finkelsteins Professoren an der Princeton-Universität ihn wegen der Veröffentlichung seiner Kritik an Joan Peters Buch From Time Immemorial in seinem Studium behindert. Dies habe seine akademische Laufbahn nachhaltig negativ beeinflusst. Erst nachdem Chomsky Finkelstein den Wechsel an eine andere Fakultät vermittelt hatte, schloss er dort sein Studium mit dem Grad des Ph.D. ab. Da Finkelstein darauf folgende universitäre Stellenangebote abgelehnt habe, die von ihm verlangten, seinen „Kreuzzug“ zu beenden, habe er zunächst als Sozialarbeiter auf Teilzeitbasis arbeiten müssen.
Im Juni 2007 wurde Finkelsteins Bewerbung für einen Lehrstuhl an der DePaul University abgelehnt, was dieser als politisch motiviert kritisierte. Der Universitätsleiter Dennis H. Holtschneider wies schließlich den Vorwurf einer politisch motivierten Ablehnung von Finkelsteins Bewerbung zurück und äußerte Missfallen über öffentlichen Druck von Gegnern Finkelsteins. Er begründete die Ablehnung mit fehlendem Respekt Finkelsteins für die Notwendigkeit der freien Befragung seiner Fürsprecher im Bewerbungsprozess. Die Fakultät für politische Wissenschaften hatte zuvor für eine Anstellung von Finkelstein gestimmt.

## Publikationen

### Theorie des Zionismus
Gegenüber vielen positiven Rezensionen beurteilte Finkelstein in seiner Doktorarbeit das 1984 erschienene Buch From Time Immemorial von Joan Peters im Ergebnis als weitgehend falsche, nur vordergründig wissenschaftliche Darstellung der Verhältnisse in Palästina vor und nach der Gründung des Staates Israel. Seine Versuche, eine Rezension in US-Medien zu veröffentlichen, waren anfangs erfolglos; erst durch Noam Chomskys Eintreten erschien Finkelsteins Artikel in dem kleinen Magazin In These Times. Er fand jedoch zunächst weder in der Fachwelt noch der Presse Beachtung.
Erst nachdem Peters Buch in Großbritannien erschienen war und Chomsky Finkelsteins Untersuchungen dazu dort bekannt gemacht hatte, wurden die Rezensenten auf ihn aufmerksam. In der Folge erhielt From Time Immemorial in Großbritannien zahlreiche negative Kritiken, unter anderem im renommierten London Review of Books und im Observer. Auch in den USA wurden die zuvor positiven Rezensionen relativiert.

### Zum israelisch-palästinensischen Konflikt
1995 veröffentlichte Finkelstein sein erstes Buch Image and Reality of the Israel-Palestine Conflict (deutsche Ausgabe 2002), das sich mit dem Nahostkonflikt, der Geschichte Israels und erneut mit dem „jüdischen Nationalismus“ (Zionismus) befasste. Darin widmete er den Thesen von Benny Morris, einem der „Neuen israelischen Historiker“, breiten Raum. Morris vertritt die These, dass die palästinensischen Flüchtlinge vor 1948 großenteils nicht infolge von Aufrufen arabischer Autoritäten geflohen, sondern im Krieg der arabischen Staaten gegen Israel vertrieben oder zur Flucht gezwungen worden seien.
Finkelstein unterstützte das Recht der Palästinenser auf gewaltfreien Widerstand und verglich Israels Vorgehen ihnen gegenüber mit Methoden der Gestapo. Jüdische Organisationen warfen ihm deshalb Antisemitismus vor. Daraufhin verwies er auf Interview-Aussagen eines israelischen Militäroffiziers, der gesagt habe, man müsse bei der Erstürmung dicht besiedelter Flüchtlingslager auch von den Methoden der Nationalsozialisten, etwa in Bezug auf das Warschauer Ghetto, lernen. Als Jude und Sohn von Holocaust-Überlebenden verweist Finkelstein häufig auf seinen familiären Hintergrund, um Vorwürfe, er sei Antisemit, als absurd zurückzuweisen. Ludger Heid deutete dies als eine problematische Strategie, seine Ansichten glaubhafter erscheinen zu lassen. Finkelstein sieht sich als Verfechter universeller Menschenrechte, der besonders die USA und Israel für ihre Menschenrechtsverletzungen kritisiert und ihre Politik als Imperialismus einordnet.
2012 bezeichnete Finkelstein die Initiatoren der gegen Israel gerichteten Kampagne Boycott, Divestment and Sanctions als „Sekte“, der es „nicht um die Rechte der Palästinenser, sondern um die Zerstörung Israels“ gehe und die „ihre Marschbefehle von Gurus aus Ramallah“ bekomme. Ihr Vorgehen nannte Finkelstein „albern und kindisch.“ Zu einem der Kernpunkte des Nahostkonflikts, dem palästinensischen Flüchtlingsproblem, sagte er: „Wird die Öffentlichkeit es vernünftig finden, wenn sechs Millionen Palästinenser in ein Land strömen, das jetzt 1,8 Millionen Palästinenser und 5,5 Millionen Juden hat? Ich glaube nicht, dass man das vermitteln kann.“
Im Jahr 2008 warf Israel Finkelstein vor, auf einer Reise in den Libanon Kontakte zur Hisbollah aufgenommen und diese bei der Einreise verschwiegen zu haben, und belegte ihn mit einem zehnjährigen Einreiseverbot.

#### Vergleiche zum Nationalsozialismus
Um die aus seiner Sicht verwerfliche Politik Israels zu kritisieren und die untragbare Situation der Palästinenser zu verdeutlichen, greift Finkelstein in seinen Reden und Publikationen häufig auf NS-Vergleiche zurück. Die Israelis täten den Palästinensern genau das an, was ihre Vorfahren in der Zeit des Nationalsozialismus hätten erdulden müssen.
Auf seiner Website übertitelte Finkelstein Berichte über den Nahostkonflikt mit fiktiven Schlagzeilen, um Parallelen zur Geschichte des Nationalsozialismus herzustellen. So assoziierte er Israel mit Hitler, die Palästinenser mit den Juden und den Gazastreifen mit dem Warschauer Ghetto. Den israelischen Inlandsgeheimdienst Shin Bet brachte Finkelstein mit der Schutzstaffel (SS) in Verbindung. Ein offizielles Video des israelischen Militärs, in dem ein Sprecher muslimischen Israelis und Muslimen in aller Welt einen gesegneten Ramadan wünscht – verbunden mit Vorwürfen gegen die Hisbollah und der Bekräftigung der Einsatzbereitschaft des Militärs –, übertitelte Finkelstein mit der Schlagzeile „Newly-discovered footage shows Hitler wishing Jews a Happy Passover“ (deutsch: „Neu entdeckte Aufnahme zeigt, wie Hitler den Juden ein fröhliches Pessach wünscht“). Für einen Artikel, der berichtete, wie führende Mitglieder der Jusos und der Jungen Union im Falle einer atomaren Aufrüstung des Iran die Möglichkeit eines Präventivschlags diskutierten, wählte Finkelstein den Übertitel „Hitler Youth say Yes to Israeli strike on Iran“ (deutsch: „Hitlerjugend sagt Ja zu israelischem Angriff auf Iran“).

### Goldhagen-Kritik
1998 erschien Finkelsteins Replik auf Daniel Goldhagens Buch Hitlers willige Vollstrecker mit dem Titel Eine Nation auf dem Prüfstand. Goldhagens These und die historische Wahrheit. Er warf Goldhagen vor, historische Sachverhalte zu verfälschen und mit seiner Erklärung des deutschen „eliminatorischen“ Antisemitismus rassistische Denkmuster zu übernehmen. Da Goldhagen einen Zusammenhang zwischen dem Sadismus des Personals der Konzentrationslager und in der Bevölkerung allgemein verbreiteten antisemitischen Einstellungen sah, warf Finkelstein ihm die Erfindung eines neuen Genres, des „Holoporn“, vor.
Durch einen Auszug aus seinem Buch gegen Goldhagens Thesen hatte der Spiegel Finkelstein bereits im Vorjahr in Deutschland bekannt gemacht. Seine Anti-Goldhagen-Thesen wurden in der heftig geführten Goldhagen-Debatte von Medien und Fachhistorikern in Deutschland polarisierend aufgenommen. Während einerseits das Buch als unsachlich abgelehnt wurde, diente Finkelstein vielen Anti-Goldhagen-Positionen als jüdischer Kronzeuge. Besonders von rechtsextremen Gruppen wurde Finkelstein als authentischer (Lars Rensmann) Vertreter eigener Positionen aufgenommen.

### Angriffe auf die Jewish Claims Conference
Im Januar 2000 griff Finkelstein in Interviews deutscher Tageszeitungen die Jewish Claims Conference (JCC) scharf an. Unter der Überschrift „Die Ausbeutung jüdischen Leidens“ erschien am 29. Januar 2000 in der Berliner Zeitung ein Artikel, in dem Finkelstein behauptete:
Die JCC habe schon in den frühen 1950er Jahren ein Abkommen für NS-Zwangsarbeiter mit der Bundesrepublik Deutschland getroffen. Darin sei eine kleine Rente für erlittene Haftzeiten, eine lebenslange Rente für Gesundheitsschäden aus dieser Zeit vorgesehen gewesen.
Heute würden die „gleichen Verhandlungen mit den gleichen Leuten“ neu aufgelegt.
Nach dem Eintreffen der ersten Gelder habe die JCC deren Verwendungszweck neu definiert.
Nicht die Richtlinien der Bundesrepublik, sondern allein die JCC sei verantwortlich dafür, „dass viele Opfer, auch die Sklavenarbeiter, nie entschädigt wurden.“
Die JCC würde die eigenen detaillierten Dokumente aus den 1950er Jahren jetzt am liebsten verschwinden lassen.
Auch die Gedenkstätte Yad Vashem sei von Geldern, die eigentlich für individuelle Holocaustopfer vorgesehen gewesen seien, finanziert worden.
Der Historiker Saul Friedländer habe die Zahl der überlebenden KZ-Häftlinge und Sklavenarbeiter auf 100.000 geschätzt; davon seien höchstens noch 25.000 am Leben. Die JCC verhandele dagegen über angebliche 135.000 noch lebende ehemalige NS-Sklavenarbeiter.
Sie habe auch die Entschädigungsforderungen bewusst überhöht, damit sie die Hälfte davon – fünf Milliarden DM – für sich behalten könne. Davon wolle sie höchstens 30 Millionen DM an die Opfer verteilen.
Karl Brozik, Direktor der JCC Frankfurt, antwortete auf jeden der Vorwürfe mit einer Gegendarstellung:
Es habe 1952 und später kein Abkommen zu den NS-Sklavenarbeitern gegeben.
Die heutigen Verhandlungsführer der JCC seien bis auf eine Person nicht mit den damaligen identisch.
Die Bundesrepublik sei letztlich verantwortlich für die Auszahlung, da die JCC vertragsgemäß nicht gegen ihre Richtlinien verstoßen dürfe.
Die JCC habe soeben erst die Dokumentation der damaligen und heutigen Verhandlungen in Auftrag gegeben und zusätzlich Arbeiten der Historiker Ronald Zweig und Nana Sagi dazu ins Deutsche übersetzen lassen.
Für Individualentschädigungen bestimmte Gelder seien von der JCC zu keinem Zeitpunkt zweckentfremdet worden.
Die Zahlen der überlebenden Zwangsarbeiter von etwa 135.000 beruhten auf den zuverlässigsten und besten verfügbaren Quellen dazu.
Die JCC werde nur einen sehr geringen Bruchteil der genannten fünf Milliarden überhaupt zur Verfügung gestellt bekommen und diesen vollständig auszahlen.
In der Neuen Revue wiederholte Finkelstein jedoch seine Vorwürfe.
In einem weiteren Interview mit der Berliner Zeitung am 4. Februar 2000 stellte Wolfgang Benz fest:
Im Luxemburger Abkommen von 1952 sei es nicht um individuellen, sondern um globale Rückerstattung von enteignetem jüdischen Besitz („Arisierung“), Entschädigung für jüdische KZ-Opfer und Aufbauhilfe für den Staat Israel gegangen.
Die JCC sei dabei nur als Interessenvertretung der nicht in Israel lebenden Juden aufgetreten. Die nachträgliche Entlohnung und Entschädigung für NS-Zwangsarbeiter sei damals nicht thematisiert worden.
Die Bundesrepublik habe nur auf ihrem Gebiet oder im westlichen Ausland lebende ehemalige Zwangsarbeiter nach dem Bundesentschädigungsgesetz für Haft oder Gesundheitsschäden während der KZ-Haft entschädigt, und zwar nicht gesondert von anderen KZ-Häftlingen.
Ein nachträglicher Lohn für ihre Zwangsarbeit sei dabei nicht eingeplant worden, und die überlebenden KZ-Häftlinge Osteuropas seien ganz leer ausgegangen. Diese „schreiende Ungerechtigkeit“ sei nicht mehr reparabel.
Wegen des Kalten Krieges habe der Westen die Bundesrepublik in die Pflicht genommen, während die Sowjetunion sich an die DDR und ehemaligen deutschen Ostgebiete halten sollte.
Die von der JCC genannte Zahl von 500.000 überlebenden KZ-Häftlingen für 1945 sei anhand von belegten Zahlen für Displaced Persons nachweislich eher noch zu tief veranschlagt. Jedoch liege die Zahl der davon im Jahr 2000 noch Lebenden wohl in der Mitte zwischen 25.000 (Finkelstein) und 135.000 (JCC), also bei etwa 75.000.
Der JCC müsse als Interessenverband gegenüber Staatsregierungen offensiv auftreten, um überhaupt etwas zu bewegen. Die Kritik an seinen Funktionärsgehältern falle in dieselbe Kategorie wie die an zu hohen Politiker- oder Managergehältern. Sie seien aber nötig, damit die Vertreter der Opfer mit denen der Täter auf gleicher Augenhöhe verhandeln könnten.
Er glaube nicht, dass der JCC, der einen soliden Ruf genieße, Gelder der Pauschalentschädigung von 1952 umgewidmet habe. Wenn Geld für den Aufbau Israels auch für Yad Vashem abgezweigt worden sei, so sei dies im Interesse der Gesamterinnerung des Judentums legitim und vernünftig gewesen. Er warte auf Finkelsteins Belege für seine Behauptung, die JCC habe Individualentschädigungen zweckentfremdet.
Die Geschichte der Entschädigungen sei allerdings unzureichend transparent. Dies könne und dürfe die deutschen Verhandlungen über einen Entschädigungsfonds für ehemalige NS-Zwangsarbeiter aber nicht beeinflussen, da es hier zu 90 Prozent um nichtjüdische Zwangsarbeiter gehe, von denen damals keine Rede war und die der JCC auch nicht vertreten habe.

### „Die Holocaust-Industrie“

#### Thesen
Die englischsprachige Originalausgabe erschien in den USA im Juli 2000 in einem kleinen linksliberalen Verlag. Darin behauptet Finkelstein unter anderem:
- Das amerikanische Judentum habe sich weder im Zweiten Weltkrieg noch danach um den Holocaust gekümmert. Es habe erst seit dem Sechstagekrieg 1967 entdeckt, dass sich daraus Kapital schlagen lasse.
- Es habe dann eine „Holocaustindustrie“ geschaffen, um sich am Holocaustgedenken zu bereichern und damit immer weitere Unterstützung für Israel im Nahostkonflikt zu erpressen.
- Um den Holocaust systematisch zu vermarkten, seien die Behauptung seiner „Singularität“ geschaffen und die jüdischen Opferzahlen übertrieben worden.
- Ein Großteil des als Entschädigung für die Opfer vorgesehenen Geldes sei von der JCC für andere Zwecke verwendet worden; insbesondere jüdische Organisationen in den USA würden davon profitieren.

Für diese Thesen gab Finkelstein keine gegenüber seinen früheren Interviews neuen Quellen an. Er ließ seine persönliche Betroffenheit erkennen und hob mehrfach hervor, dass die JCC seine inzwischen verstorbene Mutter, eine Holocaustüberlebende, mit 3.500 Dollar zu gering entschädigt habe. Andere Opfer – „und viele, die in Wirklichkeit gar keine Opfer waren“ – hätten dagegen lebenslange Pensionen von mehreren hunderttausend Dollar erhalten.
Häufig griff er bestimmte – meist jüdische – Personen, die er als Vertreter der „Holocaustindustrie“ betrachtet, persönlich an: so zum Beispiel Elie Wiesel, der sich an seinen Holocaustvorträgen bereichere, Simon Wiesenthal, Edgar Miles Bronfman senior oder Lawrence Eagleburger.
Am Ende seiner Darstellung zieht Finkelstein folgendes Fazit:

„Die Unvergleichlichkeit, ja Außergeschichtlichkeit des Massenmords an den Juden entspringt nicht dem Ereignis selbst, sondern ist vor allem Produkt der ausbeuterischen Industrie, die sich danach entwickelt hat. Die Holocaust-Industrie ist schon immer bankrott gewesen. Es bleibt nur noch, das offen auszusprechen. Die Zeit, sie aus dem Geschäft zu ziehen, ist längst überfällig. Die edelste Geste gegenüber jenen, die umgekommen sind, besteht darin, ihr Andenken zu bewahren, aus ihrem  Leiden zu lernen und sie endlich in Frieden ruhen zu lassen.“

Omer Bartov kritisierte das Buch in der New York Times sofort nach seinem Erscheinen scharf: Er bezeichnete es als eine verschwörungstheoretische Abhandlung, die typischerweise einige wenige wahre Elemente enthalte, aber im Rahmen einer fanatischen Gesamtschau keinerlei Wert habe. Verteidigt wurde das Werk von Noam Chomsky. Raul Hilberg äußerte, das Buch gehe in die „richtige Richtung“.

#### Debatte in deutschsprachigen Medien
Die deutsche Übersetzung vom August 2000 machte Finkelstein in Deutschland bekannt und löste dort eine Debatte um die Singularität der Schoa, das Gedenken daran und Entschädigungen für NS-Zwangsarbeiter aus. Die erste deutsche Rezension schrieb Rafael Seligmann in der Welt am Sonntag vom 23. Juli 2000. In seiner Rezension sprach er dem Buch die Wissenschaftlichkeit ab und stellte klar, dass die JCC nicht mit überhöhten Opferzahlen argumentiert habe, US-amerikanische Juden seit 1933 sehr wohl Druck auf die US-Regierung ausgeübt haben, um den verfolgten Juden Europas zu helfen, sowie, dass es ohne den Druck amerikanisch-jüdischer Organisationen nicht zur Entschädigung der osteuropäischen Zwangsarbeiter gekommen wäre. Zudem sei das Holocaustgedenken in den USA keine bewusste Strategie jüdischer Organisationen. Daneben schloss sich lediglich Brigitte Werneburg von der Berliner taz dieser Kritik an. Rafael Seligmann stellte jedoch fest, dass „es falsch wäre, Finkelsteins Kritik als destruktive Polemik abzutun. Sie ist anregend. Vor allem aber notwendig wie ein Reinigungsmittel.“
Die Zeitung Die Woche präsentierte lange Auszüge aus dem Buch und wohlwollende Kommentare, wie von Noam Chomsky und Ernst Nolte. Chomsky hatte Finkelsteins Buch als fundierte Abhandlung beschrieben. Ablehnende Kurzkommentare brachte sie danach unter anderem von Salomon Korn, Elie Wiesel, Simon Wiesenthal und Paul Spiegel. Als nichtjüdischer Kritiker wurde nur Hans Mommsen erwähnt. Es folgte ein langes Interview mit Finkelstein und ein Artikel zur Holocaustüberlebenden Gizella Weisshaus, die sich ebenfalls von der JCC betrogen fühlte.
In der Zeit plädierte Reinhard Rürup dafür, Finkelsteins Einwände souverän zu prüfen. Er kam zu folgendem Schluss: „Über Norman Finkelsteins Pamphlet lohnt der Streit nicht, wohl aber über das wichtige Buch von Peter Novick.“ Dieser US-Historiker hatte kurz vorher ein Buch (The Holocaust in American Life) mit ähnlicher Themenstellung veröffentlicht, das eine – im Vergleich zu Finkelstein – zurückhaltend formulierte Kritik enthält. Auf dieses Buch berief sich Finkelstein streckenweise und stellte Novicks Belege in den Kontext seiner Anklagen.
Die Süddeutsche Zeitung ließ den Autor sein Buch am 11. August selbst vorstellen und gab dazu seine Homepage an. Petra Steinberger stellte ihn am Folgetag als polarisierenden Wissenschaftler dar, um dessen Thesen es eine „fachliche Auseinandersetzung“ geben müsse. Die ARD-Tagesthemen konstatierten am selben Tag: „Das Buch enthält vielleicht Fehler, aber auch begründete Kritik.“
FAZ-Redakteur Lorenz Jäger schrieb, Polemik müsse zuspitzen, um die Wahrheit zu treffen.
Bis Ende August 2000 verwies keine der deutschen Rezensionen darauf, dass unter anderem Karl Brozik, Wolfgang Benz und Rafael Seligmann viele Thesen des Buches bereits als falsch und unbelegt zurückgewiesen hatten. Salomon Korn kritisierte daher: Nicht Finkelsteins Thesen, sondern die Bereitschaft deutscher Medien, sie unbesehen zu glauben, sei das eigentliche Problem.
Konsens der deutschen Presse unter der Meinungsführerschaft der SZ war bis dahin, dass Finkelsteins Thesen wissenschaftlichen Rang hätten und daher offen und breit debattiert werden müssten. Dies werde, so Eva Schweitzer in der Berliner Zeitung, von der „Holocaust-Industrie“ in den USA skrupellos unterbunden. In ihrer lobenden Besprechung verschwieg Schweitzer, dass sie an der Entstehung des Buches beteiligt  war.
Obwohl das Buch auf Englisch längst gedruckt war, die deutsche Übersetzung vorbereitet wurde und es auch in Deutschland schon diskutiert wurde, erklärte Peter Sichrovsky, Generalsekretär der FPÖ, in der neurechten Jungen Freiheit am 8. September 2000, die Repräsentanten der jüdischen Gemeinschaft würden eine „selbst ernannte Elite“ bilden, welche „entscheiden [möchte], was die Deutschen lesen dürfen oder nicht und was sie gefährdet“. Er schrieb zudem:
„Nur ein paar Weise sollten in Deutschland bestimmen, was die Blöden lesen und nicht lesen dürfen?“
Die rechtsextreme National-Zeitung feierte das Buch Finkelsteins euphorisch in einer ganzen Reihe von Artikeln, die über einen Zeitraum von mehreren Monaten erschienen, und behauptete Unterdrückungsversuche deutscher Juden.
Auch rechtsextreme Organisationen wie das Deutsche Kolleg und das geschichtsrevisionistische Institute for Historical Review lobten Finkelstein und dessen Thesen.
Obwohl Finkelstein Vorwürfe, er unterstütze die Holocaustleugnung, öffentlich als Lügen der „Holocaustindustrie“ zurückwies, wiesen Kenner des Geschichtsrevisionismus in Europa und den USA – zum Beispiel Martin Dietzsch und Alfred Schobert vom Dokumentationsarchiv des österreichischen Widerstandes und der amerikanische Jurist Alan Dershowitz  – nicht nur auf neonazistische Reaktionen, sondern auch auf mit deren Denken übereinstimmende verschwörungstheoretische und antisemitische Motive in Finkelsteins Argumentation hin.
Zu diesen rechtsextremen Reaktionen und Analogien bemerkte der Historiker Michael Brenner, Professor für Jüdische Geschichte und Kultur an der Ludwig-Maximilians-Universität München:

„Müssen aber etablierte Wissenschaftler und angesehene Journalisten sich auf einen Dialog mit dem Autor eines derartigen Pamphlets einlassen, oder sollte man ihn nicht Seinesgleichen überlassen? […] Ist es nicht wirksamer, wenn ihm vor laufender Kamera einer der sachkundigen revisionistischen Kollegen während seines Deutschlandaufenthalts die Adresse der Weisen von Zion nennt?“

Er äußerte, das Buch sei eine „grandiose pathologische Studie – über ihren Autor“.

#### Debatte unter Historikern
Der Harvard-Historiker Charles S. Maier antwortete ab Mitte August 2000 in der SZ auf Finkelstein und verwies auf den eigentlichen Kontext, der schon aus dem Zeitpunkt der Buchveröffentlichung ersichtlich sei:

„In welchem Umfang und wie lange lässt die Verantwortung einer Nation für die in ihrem Namen begangenen Gräuel die Forderung nach Wiedergutmachung zu? Die bequeme, aber unwürdige Antwort, die man aus Finkelsteins Thesen herauslesen wird, lautet: ‚Jetzt reicht es.‘“

Damit schade Finkelstein der sachlichen Debatte um die Entschädigungszahlungen, der wissenschaftlichen – nicht exkulpatorischen – Holocausterforschung und der Suche nach angemessenen Formen des Holocaust-Gedenkens. Er benutze eine fahrlässige Sprache, die am Ende Vorurteile und Gewalt begünstigen könne.
Der Freiburger Historiker und Experte zu NS-Zwangsarbeit Ulrich Herbert bestritt zentrale Thesen Finkelsteins:
- Ein ursächlicher Zusammenhang zwischen Holocaustgedenken und Nahostpolitik der USA bestehe objektiv nicht; dies sei verschwörungstheoretisches Denken,
- die Singularitätsthese werde tatsächlich bisweilen zu einer Art „Heiligtum“ aufgebauscht. Dies sei jedoch nicht in der Fachwelt der Fall, die Finkelstein ebenfalls angegriffen hatte,
- Finkelsteins eigene Quellenangaben widerlegten größtenteils bereits den Vorwurf, die JCC habe Entschädigungsgelder veruntreut,
- in Bezug auf die Überlebenden-Zahlen habe er schlicht keine Ahnung von den Tatsachen,
- er verschweige, dass nur wegen des Drucks amerikanisch-jüdischer Organisationen die größtenteils nichtjüdischen Zwangsarbeiter Osteuropas nun entschädigt würden.[43]

Auch Julius H. Schoeps äußerte sich in der FAZ und betonte, dass Finkelstein eigentlich die Nahostpolitik der USA angreifen wollte. Seine Kritik an jüdischen Opferverbänden wirke im deutschen Kontext ganz anders als im amerikanischen.
Der Deutschlandexperte der New York Times, Jacob Heilbrunn, nannte Finkelstein einen „neurotischen Extremisten, der sich als Held stilisiert und eine künstliche Kontroverse anzetteln will“, um selbst daraus Profit zu schlagen, da er in den USA ein „Nobody“ sei.
Peter Longerich, Holocaust-Experte der Universität London, kritisierte in der Frankfurter Rundschau vom 22. August 2000 die wohlwollende Aufnahme des Buches im deutschen Blätterwald, die weniger auf die wissenschaftliche Qualität von Finkelsteins Buch zurückzuführen sei, als auf sein penetrantes Betonen seiner Identität als Sohn von Holocaustüberlebenden. Das Buch komme einem „weitverbreiteten, amorphen Gefühl des 'endlich genug' entgegen“. Das gefährde die deutsche Demokratie, für die das Holocaustgedenken eine Überlebensfrage bedeute. Gerade das Holocaust Memorial Museum in Washington, D.C. – dessen politische Ausrichtung und öffentliche Finanzierung Finkelstein in seinem Buch missbilligt hatte – habe die Singularität des Holocaust nicht als Tabu aufgerichtet, sondern als Ergebnis nüchtern vergleichender Genozidforschung festgestellt: Es gebe dazu die wichtigste internationale Fachzeitschrift heraus.
Marcia Pally, Professorin an der New York University, erklärte, das Buch sei in den USA unbedeutender Teil einer Fachdebatte um Essentialisten wie Elie Wiesel und Kontextualisten wie Peter Novick. Finkelstein gehöre nicht zur Fachelite und verschaffe sich als Ersatz dazu in Europa Aufmerksamkeit. – Novick selbst wies Finkelsteins Buch in der Welt vom 4. September 2000 als „besessene Tirade“ zurück und widersprach dem Autor in zentralen Punkten: Die jüdische Elite in den USA sei heterogen und gerade auch im Blick auf die Singularität des Holocaust verschiedener Meinungen. Die Holocaustindustrie nannte Novick darüber hinaus eine Aktualisierung der Protokolle der Weisen von Zion für das 21. Jahrhundert.
Der niederländische Autor Leon de Winter, Sohn von Holocaustüberlebenden, analysierte Finkelsteins Bezug auf seine Mutter, die sich von der JCC betrogen fühlte: Finkelstein könne gar nicht die Wahrheit schreiben, da er besessen sei von der Idee, die Ansichten seiner verstorbenen Mutter zu rechtfertigen. Er sei damit in einer Therapie besser als in der Weltpresse aufgehoben. Doch diese nehme sein Buch begeistert auf, weil ein Jude es ihr gestatte, einen alten antisemitischen Gedanken neu zu formulieren, nämlich dass Juden sich am schlechten Weltgewissen bereicherten.
Raul Hilberg merkte an, dass Finkelstein die amerikanisch-jüdische Gemeinschaft als Außenseiter („Outsider“) kritisiere und stellte fest, dass der Schock etwa in der Schweiz über die Forderungen des World Jewish Congress der Unkenntnis über das amerikanische System von Sammelklagen geschuldet sei. Die Entschädigungsgelder würden wegen der noch laufenden komplizierten Gerichtsverfahren verzögert ausgezahlt, deswegen werde inzwischen auch gegen amerikanische und israelische Banken geklagt. Edgar Bronfman könne jedoch die Armut unter Holocaustüberlebenden aus seinem Privatvermögen über Nacht beseitigen. Die Holocaustforschung sei oft ein Profilierungsgebiet für angehende Historiker ohne Qualitätskontrolle. Hilberg äußerte sich zustimmend zu einigen von Finkelsteins Thesen zum Missbrauch der Holocaust-Erinnerung in der Entschädigungsdebatte:

“...his book will certainly not become a best seller, but what it says is basically true even though incomplete. It is more a journalistic account than an in-depth study on the topic, which would need to be much longer. […] I agree with him that people overestimate the number of survivors and that the concept itself is ill-defined – it includes not only the victims of the camps – and it is true that there an exaggerated number of compensation requests are made. [...] The Jewish-American community is very prosperous and there is no reason for them to ask the Swiss for money. That seems obscene to me.”

„...sein Buch wird sicherlich kein Bestseller, doch was es aussagt, ist grundsätzlich wahr, wenn auch unvollständig. Es ist mehr eine journalistische Darstellung, als eine eingehende Studie zum Thema, die viel ausführlicher sein müsste. […] Ich stimme ihm zu, dass die Leute die Anzahl von Überlebenden überschätzen, und dass das Konzept selbst unklar definiert ist – es umfasst nicht nur die Opfer der Lager – und es ist wahr, dass da eine übertriebene Anzahl von Entschädigungsforderungen gestellt werden. […] Die jüdisch-amerikanische Gemeinschaft ist sehr wohlhabend und sie hat keinen Grund, die Schweizer um Geld zu bitten. Das erscheint mir obszön.“

Hilberg, der sich ebenfalls mit vermeintlich illegitimen Kompensationsansprüchen gegenüber Schweizer Banken auseinandergesetzt hatte, trat auch noch in späteren Jahren als prominenter Fürsprecher Finkelsteins in Erscheinung: Finkelsteins Buch und seine eigenen Forschungen würden auf den gleichen Quellen beruhen und – wenn auch unterschiedlich im Stil – zu den gleichen Ergebnissen kommen. Hilberg mutmaßte auch, dass eine gezielte Kampagne am Werk sei, um Finkelsteins akademische Karriere zu behindern.
Salomon Korn kritisierte am 31. August 2000 in der Jüdischen Allgemeinen den Piper-Verlag für die Entscheidung, das Buch auf Deutsch herauszubringen:

„Der Piper-Verlag weiß sehr wohl, dass dies ein spekulatives Buch ist, das gewisse Erwartungshaltungen in bezug auf judenfeindliche antisemitische Stereotype auflagenfördernd bedient. Zudem spekuliert er darauf, dass man endlich mal die Juden nicht nur in der Opferrolle, sondern auch in der Täterrolle sehen möchte – vor allem hier in Deutschland. Der Piper-Verlag hätte besser daran getan, dieses Buch erst einmal gründlich zu prüfen […] Wenn es um wirkliche Aufklärung ginge, dann hätte der Piper-Verlag ein solches Buch eigentlich nicht veröffentlichen dürfen. Hier geht Kasse vor Klasse.“

Ernst Piper selbst kritisierte die heutige Politik seines ehemaligen Verlages: Zur Herausgabe von Ernst Noltes „Historische Existenz“ und Horst Möllers „Roter Holocaust“ geselle sich nun Finkelsteins Buch als „Trio Infernale“. Dies könne man nicht unterbinden, aber ebenso wenig die Kritik daran verbieten. Er gab daraufhin ein Taschenbuch mit gesammelten Aufsätzen über Finkelstein heraus (siehe Literatur).
Außer Ulrich Herbert hatten sich bis dahin nur ausländische und jüdische Fachhistoriker geäußert. Hans Mommsen („ungewöhnlich triviale Untersuchung“) und Ernst Nolte hatten bestellte Kurzkommentare in der „Woche“, Reinhard Rürup in der „Zeit“ abgegeben. Wolfgang Benz, Johannes Fried und Eberhard Jäckel lehnten eine öffentliche Erörterung des Buchs aus Anlass des deutschen Historikertags in Aachen ab, um es nicht als Fachbuch aufzuwerten. Dies brandmarkte Michael Wolffsohn in der Presse als „Tabuisierung“ des Themas, die Antisemitismus fördere. Lorenz Jäger von der FAZ und Petra Steinberger von der SZ pflichteten ihm bei.
Finkelstein verteidigte sich in der SZ vom 9. September 2000 unter dem Titel „Der Bote ist der Schuldige“: Er betreibe keine Verschwörungstheorie, aber es gebe „Personen und Institutionen, die Intrigen und Ränke schmieden“. Er nannte dazu die CIA und bekräftigte, der Holocaust werde nur für US-Interessen, nicht aber für deren Opfer verallgemeinert. Von allen ihm bekannten Historikern bestreite nur Ulrich Herbert, dass das Thema Holocaust erst seit 1967 in den USA aufgetaucht sei. Er wies außerdem darauf hin, dass, auch wenn Herberts Einschätzung von circa 300.000 jüdischen Überlebenden im Jahr 1945 stimme (eine Zahl, die von Gunnar Heinsohn als zu hoch betrachtet wurde), Herberts Angabe von 30–40 %, statt 25 %, als Prozentsatz der heute noch Lebenden nicht begründet sei. Die Zahl 700.000 Überlebenden, von der die Claims Conference ausging, bliebe jedenfalls jenseits von jeder sachlich erklärbaren Zahl, seien es 100.000 (Henry Friedlander) oder 50.000 (Leonard Dinnerstein) oder 300.000 (Herbert). Er sah sich nun selbst als Opfer der „Holocaust-Industrie“, die „ihre Kritiker unbarmherzig aufs Korn nehme.“
Für die Zahl der jüdischen Holocaustüberlebenden verwies er auf die niedrigen Schätzungen der deutschen Verhandlungsdelegation beim Zwangsarbeiterfonds, ohne deren Quellen zu prüfen. Seine Kritik an den Entschädigungszahlungen sah er durch den US-Anwalt Gabriel Schoenfeld bestätigt, der die Form der Kampagnen und zu langsame Auszahlungen kritisiert hatte. Zu weiteren Tatsachenbehauptungen nahm er nicht Stellung, verteidigte sich aber gegen den Vorwurf, einige seiner Argumente zur Übertreibung der Holocaustopfer seien Munition für Holocaustleugnung.
Am 13. September erschien Gabriel Schoenfelds Artikel für die angesehene Commentary, eine Zeitung des American Jewish Committee, auf Deutsch in der SZ. Er warf darin amerikanisch-jüdischen Organisationen vor, sie führten Entschädigungskampagnen gegen israelfreundliche Staaten für kurzfristige Vorteile, gefährdeten damit aber langfristig Israels Sicherheit. Zudem würde zu viel Geld für teure Holocaust-Museen statt für verarmte Holocaustopfer ausgegeben. Damit erleichterten sie Antisemiten aus allen Lagern, zu behaupten, es sei „wie bei allem, was Juden betreffe, letztlich doch nur um Geld gegangen.“

## Absage geplanter Auftritte in Deutschland
Öffentliche Kritik an Finkelsteins Publikationen und Stellungnahmen zum Nahostkonflikt artikulierte sich im Februar 2010 im Vorfeld einer geplanten Vortragsreise nach Deutschland. So protestierten unter anderem die Jüdische Gemeinde zu Berlin und der Bundesarbeitskreis Shalom in der Linksjugend ['solid] gegen einen ursprünglich von der Heinrich-Böll-Stiftung organisierten Auftritt Finkelsteins in Berlin, da Finkelstein antisemitisches sowie geschichtsrevisionistisches Gedankengut vertrete. Dabei beriefen sich die Kritiker insbesondere auf Stellungnahmen aus einem Interview, das Finkelstein dem libanesischen Fernsehsender Future TV am 20. Januar 2008 gewährt hatte. Darin hatte Finkelstein seine Solidarität gegenüber der Hisbollah ausgedrückt und deren Kampf gegen die israelische Invasion Libanons mit dem Widerstand gegen den Nationalsozialismus in den von Deutschland besetzten Gebieten verglichen. Würde die Hisbollah ihre Waffen niederlegen, so Finkelstein, könne zwar ein Krieg vermieden werden, doch die Libanesen wären „Sklaven der Amerikaner“. Die Hisbollah hingegen zeige Mut, Disziplin und Aufopferungsbereitschaft und habe damit seinen Respekt verdient. Auf die Frage der Fernsehjournalisten, ob es nicht eine Alternative zum militärischen Widerstand gäbe, antwortete Finkelstein:

“I don’t believe there is another way. I wish there were another way. Who wants war? Who wants destruction? Even Hitler didn’t want war. He would much prefer to have accomplished his aims peacefully, if he could. So I am not saying that I want it, but I honestly don’t see another way, unless you choose to be their slaves – and many people here have chosen that.”

„Ich glaube nicht, dass es einen anderen Weg gibt. Ich wünschte, es gäbe einen anderen Weg. Wer will Krieg? Wer will Zerstörung? Selbst Hitler wollte keinen Krieg. Er hätte es vorgezogen, seine Ziele auf friedlichem Weg zu erreichen, wenn er gekonnt hätte. Ich sage also nicht, dass ich es will, aber ich sehe ehrlich keinen anderen Weg, außer ihr entscheidet euch ihre Sklaven zu sein – und viele Leute hier haben so entschieden.“

Als Reaktion auf die Kritik zog die Heinrich-Böll-Stiftung ihre Unterstützung der Veranstaltung zurück. Auch die Rosa-Luxemburg-Stiftung widerrief ein zwischenzeitliches Angebot, Finkelstein in ihren Räumen sprechen zu lassen. Dieser sagte daraufhin seine Reise nach Deutschland ab.
Zuvor war es auch in München, wo Finkelstein Vorträge im Amerika-Haus sowie im Kulturhaus Milbertshofen geplant hatte, zu Protesten gekommen, die schließlich zur Absage beider Auftritte durch Finkelstein führten. Die als Veranstalterin der Vorträge fungierende Vereinigung „Salaam Shalom“ warf den Verantwortlichen des Amerika- und des Kulturhauses daraufhin vor, sich dem Druck der „Israel-Lobby“ gebeugt zu haben. Dem widersprachen die Sprecher beider Einrichtungen. Sie führten als Gründe für die Absage neben neuen Erkenntnissen über Finkelsteins Person auch Sicherheitsbedenken an, da Rechtsradikale auf ihren Seiten im Internet für den Besuch der Veranstaltungen geworben hätten.

## Kontroverse um Einladung an das Max-Planck-Institut für ethnologische Forschung Halle
Im Januar 2017 lud die Abteilung „Recht und Ethnologie“ des Max-Planck-Instituts für ethnologische Forschung Finkelstein als Gastwissenschaftler ein. Ein Workshop Finkelsteins wurde unter dem Titel Gaza: an inquest into its martyrdom (deutsch: „Gaza: eine Untersuchung seines Martyriums“) angekündigt. In der Folge wurde dem Institut vorgeworfen, ein Podium für die Relativierung des Holocaust zu bieten und mit Finkelstein einen Unterstützer von Hamas und Hisbollah einzuladen. Zudem wurde die Wissenschaftlichkeit von Finkelsteins Thesen infrage gestellt.
Die Einladung an Finkelstein in Halle führte zu Protesten seitens antifaschistischer Gruppen, der Jüdischen Gemeinde und aus der Politik, aber nicht zu einer Absage. Die Süddeutsche Zeitung sprach von Finkelstein als einem „Israelhasser“ und berichtete über eine Kleine Anfrage der Grünen zu dem Vorfall. In ihrer Antwort vom 27. März 2017 distanzierte sich die Bundesregierung von der öffentlichen Darstellung der Veranstaltung durch das Max-Planck-Institut. Es habe an einer „deutlichen forschungspolitischen Einordnung“ gemangelt.

## Schriften (Auswahl)
Bücher

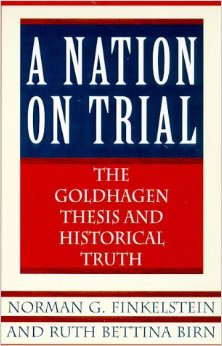
A Nation on Trial (1998)

- mit Ruth Bettina Birn: A Nation on Trial. The Goldhagen Thesis and Historical Truth. Henry Holt, New York 1998, ISBN 0-8050-5872-9.
  - deutsche Ausgabe: Eine Nation auf dem Prüfstand. Die Goldhagen-These und die historische Wahrheit, mit einer Einl. von Hans Mommsen. Claassen, Hildesheim 1998, ISBN 3-546-00140-0.
- The Holocaust Industry. Reflections on the Exploitation of Jewish Suffering. Verso, London & New York 2000, ISBN 1-85984-488-X.
  - deutsche Ausgabe: Die Holocaustindustrie. Wie das Leiden der Juden ausgebeutet wird. Piper, München 2001, ISBN 3-492-04316-X. Volltext – Internet Archive
- Image and Reality of the Israel-Palestine Conflict. Verso, London & New York 1. Aufl. 1995, 2. Aufl. 2003, ISBN 1-85984-442-1.
  - deutsche Ausgabe: Der Konflikt zwischen Israel und den Palästinensern. Diederichs, München 2002, ISBN 3-7205-2368-3
- The Rise and Fall of Palestine: A Personal Account of the Intifada Years. University of Minnesota Press, Minneapolis 2003, ISBN 978-0-8166-2859-9.
  - deutsche Ausgabe: Palästina. Ein persönlicher Bericht über die Intifada. Erw. und aktual. deutsche Fassung, Diederichs, München 2003, ISBN 3-7205-2384-5.
- Beyond Chutzpah. On the Misuse of Anti-Semitism and the Abuse of History. University of California Press, Berkeley 2005, ISBN 0-520-24598-9.
  - Antisemitismus als politische Waffe. Israel, Amerika und der Missbrauch der Geschichte. Übers. Maren Hackmann. Piper, München 2006, ISBN 3-492-04861-7. Volltext – Internet Archive
- This Time We Went Too Far. Truth and Consequences of the Gaza Invasion.  OR Books, New York 2010, ISBN 978-1-935928-43-0.
  - deutsche Ausgabe: Israels Invasion in Gaza. Übers. Maren Hackmann. Edition Nautilus, Hamburg 2011, ISBN 978-3-89401-737-8.
- Method and Madness: The Hidden Story of Israel’s Assaults on Gaza. OR Books, New York 2014, ISBN 978-1-5226-0701-4.
  - deutsche Ausgabe: Methode und Wahnsinn. Die Hintergründe der israelischen Angriffe auf Gaza. Laika-Verlag, Hamburg 2016, ISBN 978-3-944233-62-8.
- Gaza: An Inquest Into Its Martyrdom. University of California Press, Oakland, California, 2018, ISBN 978-0-520-29571-1

Zeitungsartikel
- „Sie missbrauchen die Opfer“. Der jüdische Politologe Norman Finkelstein erhebt schwere Vorwürfe gegen die jüdischen Organisationen (im Gespräch mit Martin Suter). In: Sonntagszeitung, 5. März 2000.
- Kasino der Entschädigungen. In: Die Woche, 28. Juli 2000
- Geschäft mit dem Leid? Die Holocaust-Industrie. In: SZ, 11. August 2000
- Der Bote ist der Schuldige. Verschwörungstheorien oder Tabubruch? Eine Erwiderung an meine Kritiker. In: SZ, 9./10. September  2000

## Film
- In der Dokumentation Spurensuche einer Verleumdung des israelischen Regisseurs Yoav Shamir spielt Finkelstein eine tragende Rolle.